# A Very New Found Glory Christmas
A Very New Found Glory Christmas è un EP dei New Found Glory, pubblicato nel dicembre 2012 in formato musicassetta in sole 2 000 copie. Contiene due brani originali della band e tre reinterpretazioni di celebri brani natalizi.

## Tracce
Testi e musiche dei New Found Glory, eccetto dove indicato.
1. Nothing for Christmas – 3:38
2. Ex-Miss – 3:39
3. White Christmas – 1:33 (Irving Berlin)
4. The Christmas Song – 2:07 (Mel Tormé, Robert Wells)
5. We Wish You a Merry Christmas – 1:23 (canzone popolare)

## Formazione
- Jordan Pundik – voce
- Chad Gilbert – chitarra acustica, voce secondaria
- Steve Klein – chitarra acustica, voce secondaria
- Ian Grushka – basso, voce secondaria
- Cyrus Bolooki – batteria, tamburello, voce secondaria